# Václav Samuel Hlaváček
Václav Samuel Hlaváček (1610 Praha – 1660 Praha) byl člen významné rodiny Hlaváčků, pražský měšťan a radní Nového Města pražského. Původně člen české utrakvistické církve, později římský katolík, který na konci třicetileté války v roce 1648 patřil k organizátorům obrany pražského souměstí během obléhání Švédy.

## Životopis
Narodil se roku 1610 na Novém Městě pražském v rodině Matěje a Anny Hlaváčkových, pokřtěn byl v tehdy utrakvistickém kostele sv. Václava na Zderaze. Náležel k cechu novoměstských plavců (vorařů), v němž obchodoval se dřevem. Již roku 1624, v době pobělohorské, přestoupil ke katolictví a byl přijat mezi novoměstské měšťany, v letech 1626 až 1658 byl radním Nového Města pražského, kde vlastnil několik domů. Například roku 1625 koupil dům se zahradou poblíž farního kostela sv. Vojtěcha, roku 1631 tzv. Písákovský dům a ještě v roce 1652 tzv. Zemanovský dům.

## Církevně-politické působení
Dne 27. dubna 1647 se jako podporovatel kapucínů sešel v Praze s kardinálem Arnoštem Vojtěchem z Harrachu, arcibiskupem pražským, který se o této události zmínil ve svém deníku. Během švédského obléhání Prahy v roce 1648 se jako novoměstský radní aktivně podílel na obraně města, přičemž římský císař a český král Ferdinand III. Habsburský jej listinou z 3. května 1649 povýšil dědičně do vladyckého stavu a udělil mu erb.

## Rodina
Byl také společně s manželkou Annou podporovatelem františkánského kláštera u Panny Marie Sněžné a kapucínského kláštera u sv. Josefa na Novém Městě pražském. S druhou manželkou Alžbětou měl dcery Zuzanu, Annu a Dorotu. V majetku rodiny byla část vltavského břehu se skladem dřeva. Zatímco se Václav Samuel (stejně jako jeho starší bratr Martin) profiloval jako horlivý katolík, jeho mladší bratr Jan Hlaváček, hlásící se k české utrakvistické církvi, odešel raději z Nového Města pražského a jako tajný nekatolík žil v Chýnici u Prahy, kde se narodil jeho syn Vít a roku 1673 pak vnuk Jan. Po obměně novoměstské rady v roce 1658 již Václav Samuel Hlaváček mezi radními nefiguruje a záhy poté zemřel.